# Kopalnia Węgla Kamiennego Bielszowice

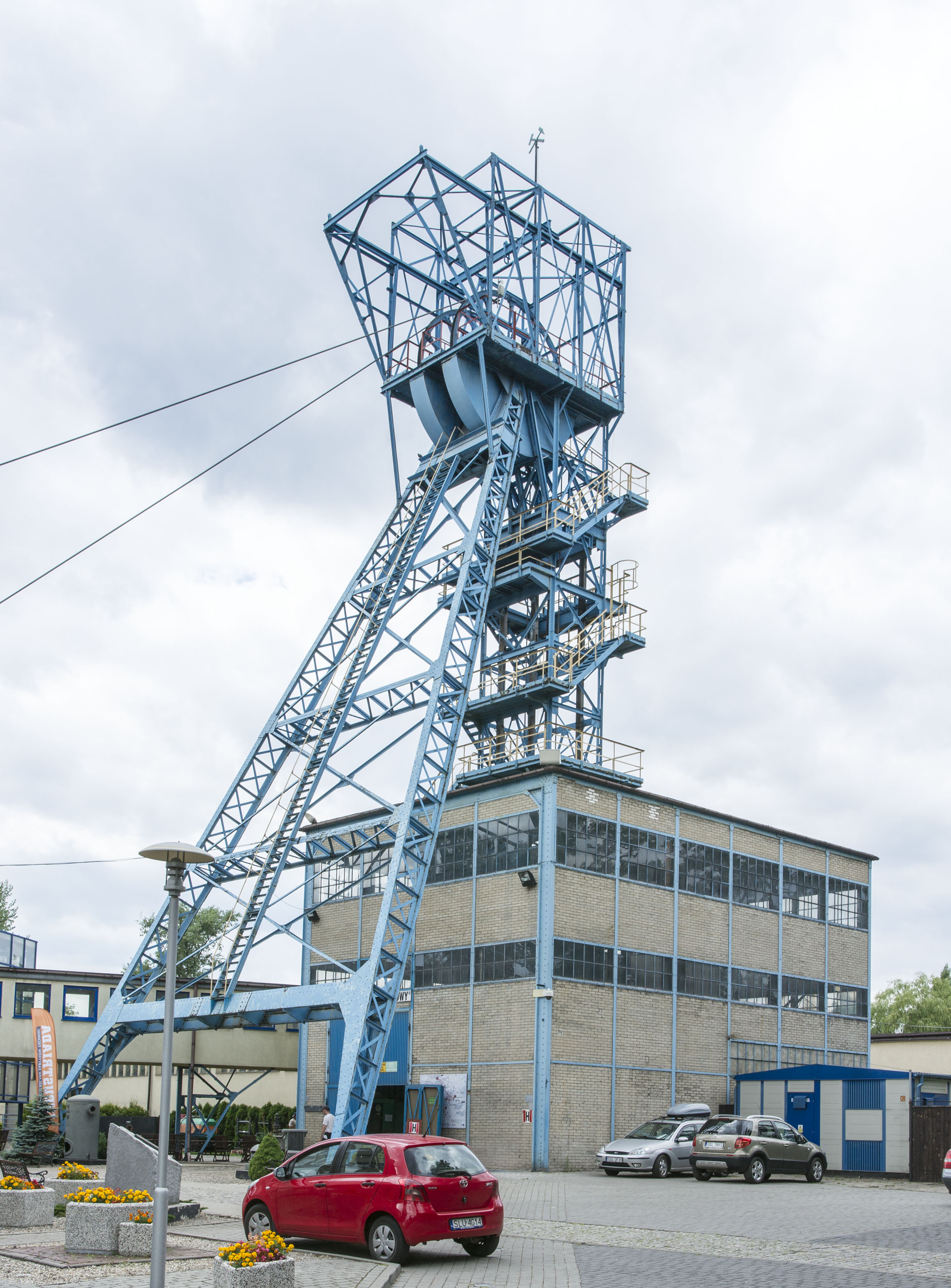
Schachtgerüst und Schachthalle Guido

Das Bergwerk Bielschowitz (polnisch Kopalnia Węgla Kamiennego Bielszowice) ist ein aktives Steinkohlenbergwerk der Polska Grupa Górnicza im Ortsteil Bielszowice von Ruda Śląska, Polen. Am 1. Juli 2016 verlor es seine Eigenständigkeit und ist jetzt ein Betrieb innerhalb des Steinkohlenbergwerks Ruda.

## Geschichte
Das Bergwerk hat zwei Wurzeln. Zum einen übernahm der preußische Bergfiskus 1887 die von Fürst Guido Henckel von Donnersmarck seit 1872 betriebene Grube Guido (1,04 km²), zum anderen wurde ein Reservefeld von 7 km² Größe von Königin Luise auf das neue Bergwerk übertragen.

### Grube Guido
Der Ausbau der Bahnverbindungen seit Mitte des 19. Jahrhunderts sowie die Nachfrage nach Produkten der Eisen- und Stahlindustrie führten zu einem schnelle Anstieg der Kohlennachfrage, was im Jahr 1855 den Grafen Guido Henckel von Donnersmarck dazu veranlasste, in Zabrze ein Steinkohlenbergwerk zu gründen. Das Bergwerk erhielt seinen Namen.

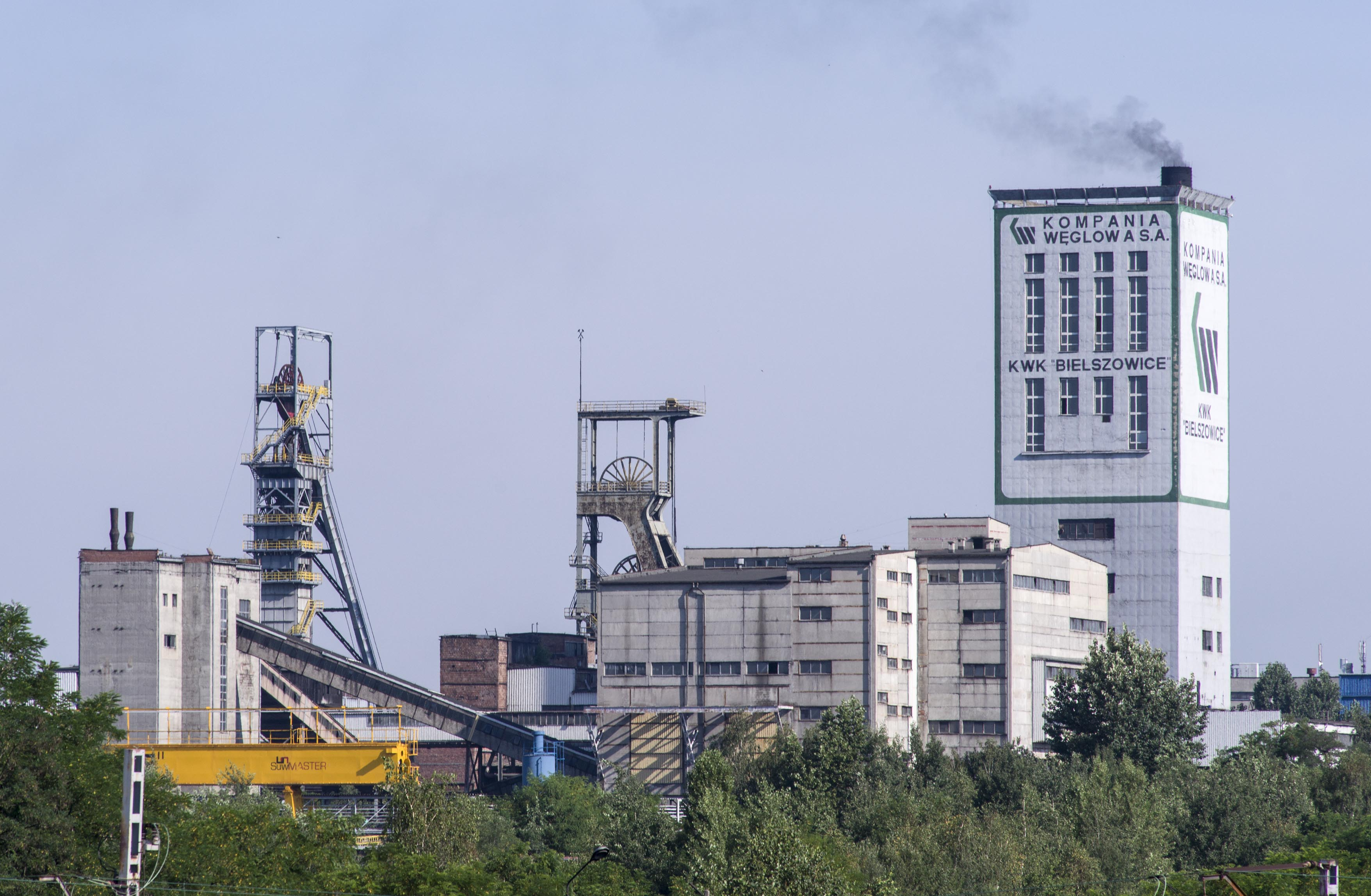
Östlicher Teil der Gesamtanlage von Bielszowice

Mit dem Abteufen der beiden Schächte „Eisenbahn“ und „Guido“ waren zahlreiche Probleme verbunden. Der „Eisenbahnschacht“ stieß zuerst auf Schwimmsand und später auf eine Verwerfung, was dazu führte, dass nach 30 m das Abteufen unterbrochen wurde. Zwar war inzwischen Schacht Guido weitergeteuft und die erste Sohle in 80 m Tiefe angelegt worden, jedoch traten auch hier Verwerfungen auf. Auch durchbrach im Jahr 1862 Guido in einer Teufe von 117 m eine wasserführende Schicht und wurde so überschwemmt. Um das Investitionskapital für die weiteren Vorrichtungen zu erhalten, gründete Graf Henckel von Donnersmarck gemeinsam mit der Oberschlesischen Eisenbahn Gesellschaft (Obereisen) eine neue Betreibergesellschaft.
Im Jahr 1870 begann man mit dem Sümpfen von „Guido“ und seinem weiteren Abteufen bis zur Teufe von 170 m, um dann im Jahre 1872 die Förderung auf der 80-Meter-Sohle wieder aufzunehmen. Die größte Kohlenmenge, über 312.976 Tonnen Kohle, wurde im Jahr 1885 gefördert. In den Jahren 1885–1887 verkaufte Graf Guido das Bergwerk an den Preußischen Fiskus und es wurde an das staatlich geführte Bergwerk Königin Luise angeschlossen. Da die Kohlenvorkommen auf der 170-Meter-Sohle bereits erschöpft waren, begann man von Königin Luise aus die Verbindung mit der 320-Meter-Sohle herzustellen.
In der Nähe des Schachtes „Guido“ wurde ein Blindschacht aufgebrochen und der „Eisenbahnschacht“ vertieft. Er erreichte 1890 die Teufe von 320 m. Im Jahr 1912 wurde das Bergwerk Guido mit dem neu gebauten Bergwerk Delbrück und seiner Kokerei der Verwaltung der königlichen Bergwerksdirektion 3 in Bielschowitz/Bielszowice unterstellt.

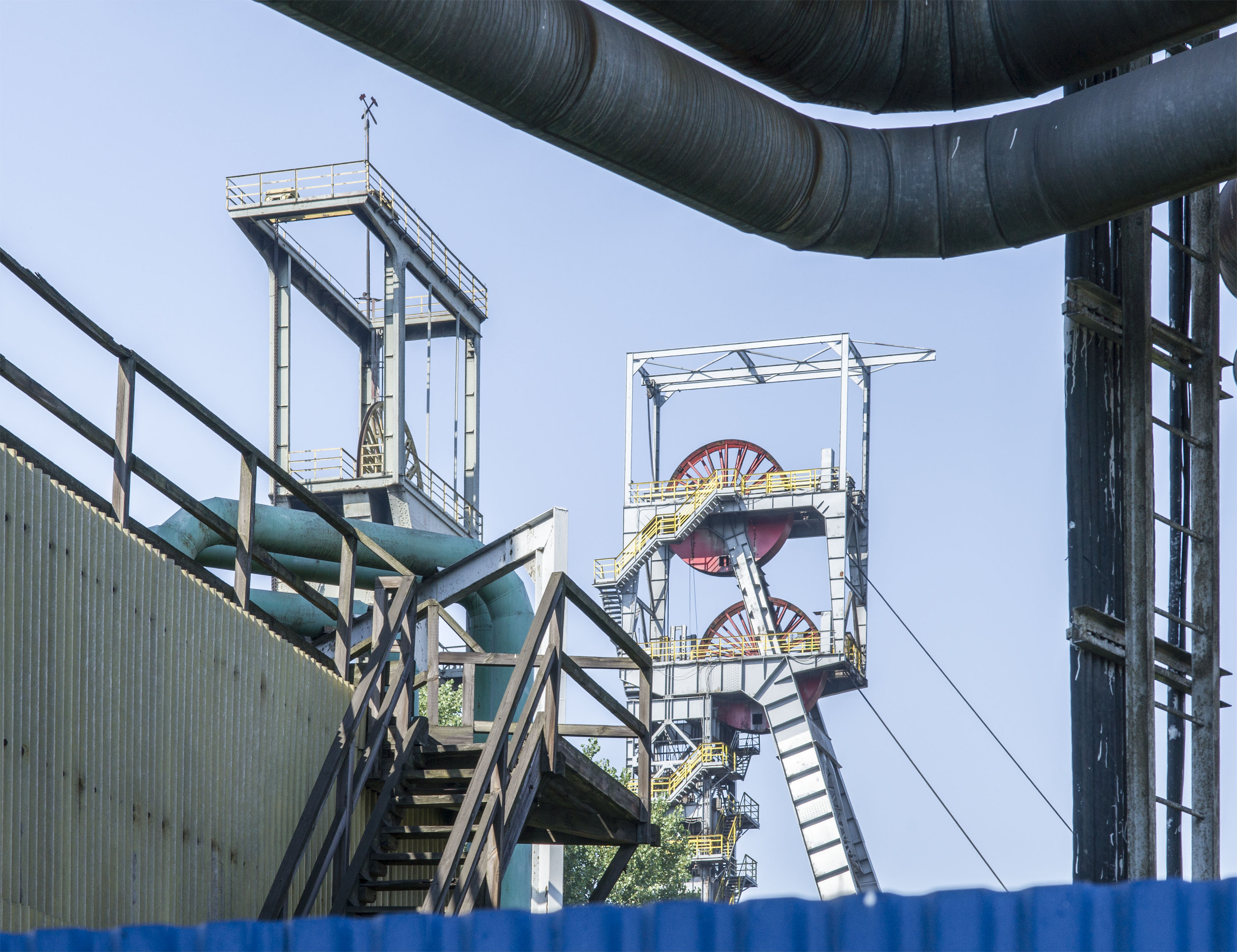
Schächte 1 und 2

Im Jahr 1928 wurde der Schacht „Guido“ stillgelegt und der Schacht „Eisenbahn“ nicht mehr als Förderschacht genutzt. Er blieb jedoch als Seilfahrt- und Materialschacht im Einsatz. In der 170-Meter-Sohle wurden Pumpen für die Wasserhaltung des ganzen Bergwerks installiert.
Nach 1945 wurde das Bergwerk Delbrück in Makoszowy umbenannt und die Schachtanlage Guido verlor dadurch an Bedeutung. Zu einem Aufschwung kam es nur noch im Jahr 1967, als das Versuchsbergwerk M-300 entstand, in dem neue Bergbaugeräte- und Maschinen getestet wurden und zugleich in kleinem Maße die Kohle gefördert wurde.

### Zeche Bielschowitz/Rheinbaben
Bei der Gründung der Königlichen Bergbaudirektion 3 in Bielschowitz mit einer Berechtsame von 34,26 km² gehörten auch die Felder „Makoschau“ (2,19 km²), „Makoschau II“ (0,90 km²), „deutsche Einheit“ (2,19 km²), „Monopol“ (2,19 km²) und „Monopol II“ (1,89 km²) zum Bergwerk, die alle ab 1900 abgetrennt und der Fiskalzeche Delbrück (später Makoszowy) zugeschlagen wurden. Heute umfassen die Zeche 28,4 km² bzw. 34,1 km², wobei zu beachten ist, dass zu Bielszowice 1976 größere Teile des Ostfeldes von Königin Luise zugeschlagen worden sind.
Die Schachtanlage Rheinbaben in Bielschowitz verfügte anfänglich über zwei Schächte, wobei das Abteufen von „Schacht I“ 1896 und das von „Schacht II“ 1897 in Angriff genommen wurden. „Schacht I“ kam 1904 in Förderung, nachdem im Jahr zuvor die Zeche einen Gleisanschluss erhalten hatte. Zunächst wurde bei 120 m die Wettersohle aufgeschlossen und bei 160 m die 1. Tiefbausohle angesetzt, von der aus das 3–4 m mächtige Antonieflöz aus abgebaut wurde. Später kam eine 2. Abbausohle bei 240 m hinzu. Schacht II wurde direkt auf eine Tiefe von 290 m niedergebracht und diente auch der Wasserhaltung. Schon 1899 war im nördlichen Feldesteil ein Wetterschacht (123 m tief) in Betrieb gegangen. Bis 1912 hob Rheinbaben ausschließlich hangende, nicht verkokbare Kohle zu Tage, während die Doppelschachtanlage Delbrück I/II von Anfang an Kokskohle förderte.

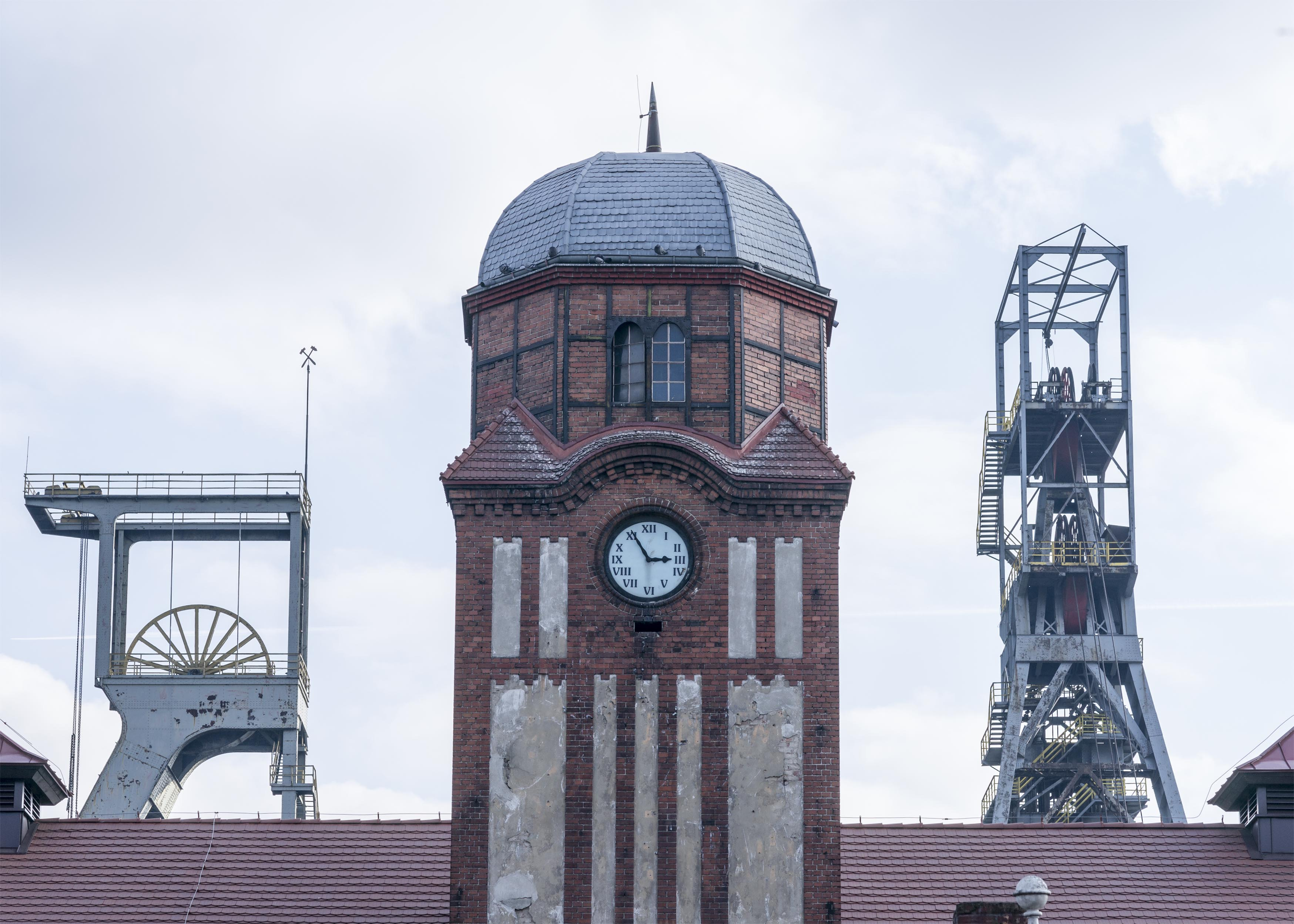
Uhrenturm mit Schächten 1 und 2

Schon vor der Teilung Oberschlesiens pachtete die Skarboferm 1921 die Schachtanlage für 36 Jahre, auch wenn durch den Vollzug der Teilung und den Zweiten Weltkrieg dieser Pachtvertrag bald Makulatur wurde.
Während des Zweiten Weltkriegs wurde der Name des Bergwerks in Rheinbabenschächte geändert und der Betrieb durch die Preussag geführt.

### KWK Bielszowice
Von 1945 bis 1957 gehörte die Schachtanlage der Gliwice Union für Kohleindustrie, am 1. Januar 1976 erfolgte der Verbund mit Zabrze, das heißt der ehemaligen Königin-Luise-Grube, zum Bergwerk Zabrze-Bielszowice. Im Jahr 2000 wurde das Baufeld dieser Grube wegen der Erschöpfung der Vorräte stillgelegt.

### Förderzahlen

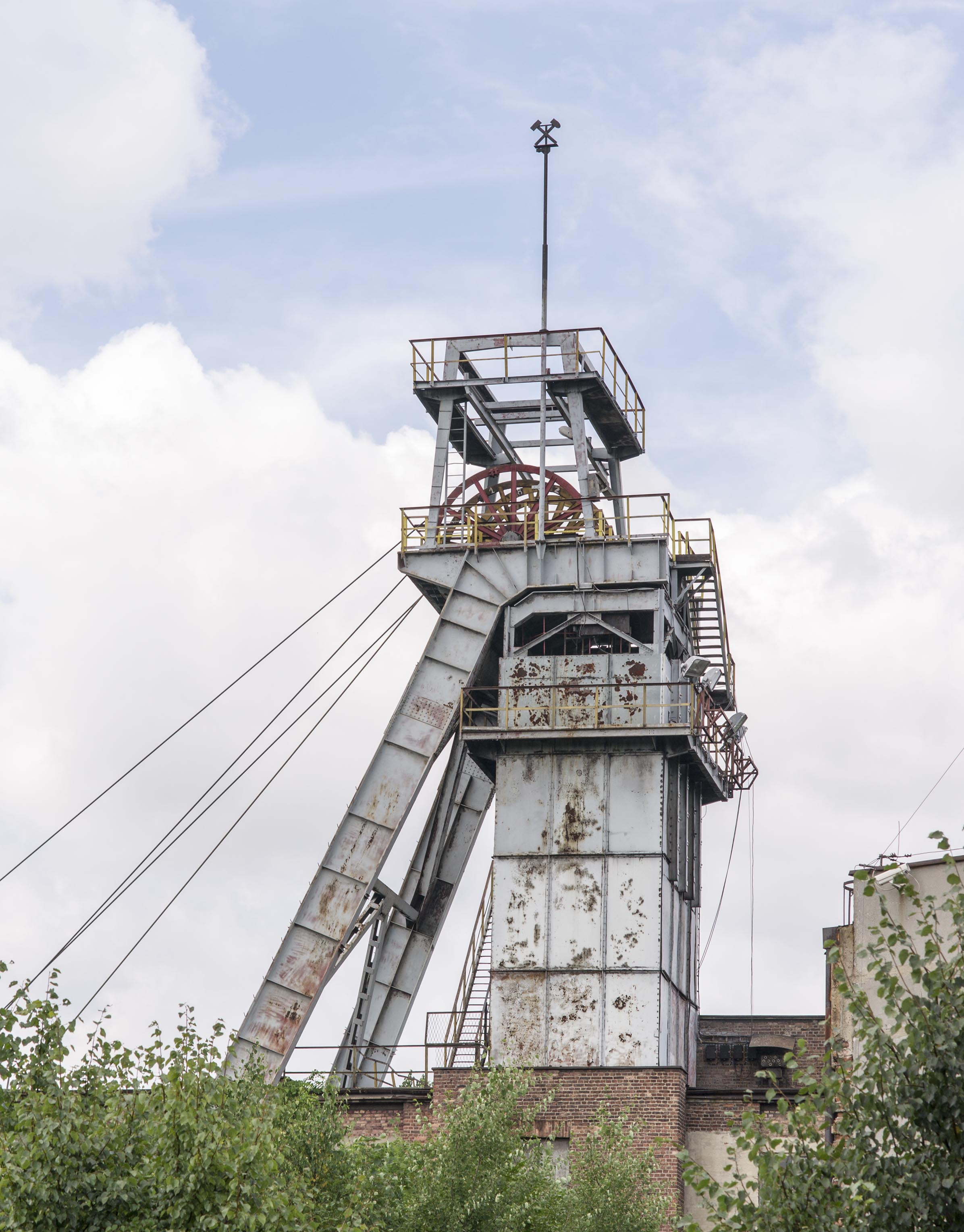
Schacht Górny I in Pawłów

Bielschowitz 1913: 1,52 Mio. t; 1938: 803.400 t; 1970: 1,70 Mio. t

## Gegenwart
Am 24. Februar 2003 ereignete sich auf der 840-m-Sohle eine Schlagwetterexplosion, bei der 17 Bergleute zum Teil schwer verletzt wurden.
Heute verfügt das KWK Bielszowice über eine Berechtsame von 34,17 km² und baut täglich 8.100 Tonnen Kohle mit einer Belegschaft von 3461 Personen (Stand: 31. August 2007) auf der 840-m- und der 1000-m-Sohle ab.
Es gehört seit dem 1. Mai 2016 zur Polska Grupa Górnicza und verfügt über acht Schächte, davon fünf in „Bielszowice I“ (Seilfahrt), II (stillgelegt), III sowie V (Doppelförderung; Fördertürme), IV (Wetterschacht), zwei Wetterschächte in Pawłów (Górny I/II) und „Schacht VI“ (Wetterschacht und Materialtransport) an der N 44. Im Jahr 2015 erzielte die Zeche mit einem Verlust von 43,77 Złoty pro geförderter Tonne Steinkohle das schlechteste Betriebsergebnis innerhalb des alten Konzerns KWSA. Ob die Fusion mit den ebenfalls in Ruda Śląska liegenden Bergwerken Halemba und Pokój am 1. Juli 2016 zu einer Verbesserung der Ertragslage durch Synergieeffekte führen wird, bleibt abzuwarten.
Guido ist heute ein bedeutendes Besucherbergwerk im Südwesten von Zabrze, von dem aus man unter anderem den Hauptschlüssel-Erbstollen, der lange Zeit der Entwässerung der oberschlesischen Fiskalzechen gedient hatte, besichtigen und befahren kann.